# Socket AM1
Socket FS1bは、AMDのローエンド向けSocketで、AM1プラットフォームのソケット。2014年4月に発表された。

## 概要
AM1はそれまでのプラットフォームと異なり、CPUやGPUやメモリコントローラ、PCI Expressなどの汎用バスだけでなく、SATA、USBコントローラなどのI/Oデバイスも統合した完全なSoCのためのプラットフォームとなっている。
AM1向けの製品のブランドはAthlonとSempronで「Jaguar」アーキテクチャのCPUコアと「GCN」アーキテクチャのGPUコアが統合された「Kabini」APUである。

## 採用製品
チップセットの機能がCPUに統合されており、マザーボード上にチップセットが存在しない。
CPU
- AMD
  - Jaguar
    - Kabini